# Amazonides asciodes
Amazonides asciodes is een vlinder uit de familie uilen (Noctuidae). De wetenschappelijke naam van deze soort is voor het eerst geldig gepubliceerd in 1972 door Berio.
De soort komt voor in tropisch Afrika.